# Via Aguntum-Vipitenum
La strada romana che percorreva la val Pusteria, convenzionalmente denominata dagli studiosi via Aguntum-Vipitenum, seguiva un percorso già frequentato fin dall'epoca preromana. La strada costituiva la prosecuzione in direzione del Brennero del ramo della via Iulia Augusta, che da Aquileia, attraverso il passo di Monte Croce Carnico raggiungeva Dölsach (Aguntum per i Romani), nei pressi di Lienz, nella valle della Drava.
La via costituiva quindi un raccordo (compendium) tra la via Iulia Augusta e la diramazione della via Claudia Augusta che da Pons Drusi (Bolzano) lungo la vallata dell'Isarco conduceva a Vipiteno e a Veldidena (Innsbruck) attraverso il passo del Brennero.

## Storia
La Pusteria ha costituito un'importante via di comunicazione fin dalla preistoria. I Romani, sfruttando i fondovalle dell'Adige, dell'Isarco e della Rienza crearono un efficiente sistema stradale che attraversava l'intera regione in ogni direzione. La prima sistemazione degli antichi percorsi da parte dei Romani risale al 15 a.C., all'epoca della conquista della Rezia ad opera di Nerone Claudio Druso, detto il Germanico per i suoi successi in questa campagna, condotta nell'ambito del piano di conquista dell'arco alpino voluto dall'imperatore Augusto. Risalirebbe quindi a quella data una prima sistemazione della strada della Pusteria, via di collegamento tra la Rezia e il Norico, importante soprattutto per le relazioni commerciali, ma fu solo intorno alla metà del II secolo che la strada divenne un'importante via publica.
Tra il III e il IV secolo, in concomitanza con lo stato di crisi causato dalle prime invasioni barbariche e da una grave stagnazione economica i centri di fondovalle vennero temporaneamente abbandonati dalla popolazione civile e la strada acquisì un'importanza soprattutto militare tanto che gli effimeri imperatori avvicendatisi in rapida sequenza al potere curarono in modo particolare il restauro stradale, di cui resta testimonianza in numerose pietre miliari poste lungo la via.
Oltre alle pietre miliari, fonti itinerarie antiche e numerosi ritrovamenti archeologici, quali resti di edifici e tratti stradali, consentono di individuare con buona approssimazione il tracciato della via.
Dopo la caduta dell'impero romano la strada è rimasta comunque un'importante via di comunicazione tra il Veneto e l'Austria fino al XVIII secolo, per poi essere completamente rinnovata nell'Ottocento e trasformata nell'attuale strada statale.

### Ritrovamenti archeologici

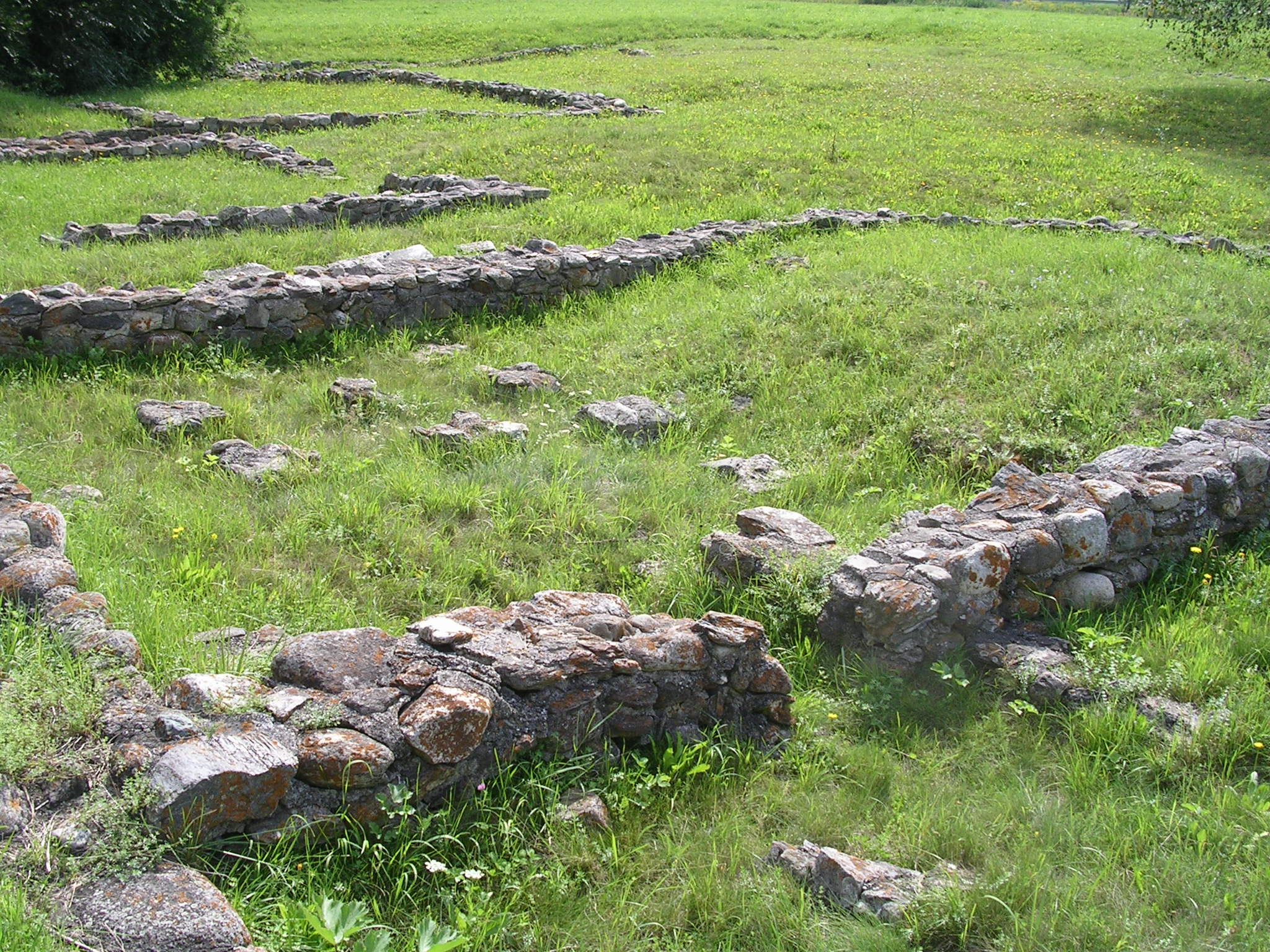
I resti della mansio di Sebatum

Numerosi sono i ritrovamenti archeologici in varie località della val Pusteria, di epoca preromana e romana, tra queste ultime i resti di due mansiones dotate di infrastrutture pubbliche a Sebatum (San Lorenzo di Sebato) e Littamum (San Candido) testimoniano l'importanza della via in epoca imperiale.
A Sebatum, divenuto col tempo da semplice luogo di sosta il centro più importante della valle, oltre ai resti della mansio, individuati da Theodor Mommsen alla metà dell'Ottocento, sono stati individuati i resti di alcuni tratti stradali e di altri edifici romani, situati su entrambe le sponde del fiume Rienza, e due necropoli nelle località Pichlwiese e Floronzo.
Lungo il percorso sono stati rinvenuti diversi miliari, che riportano la distanza in miglia da Aguntum, tutti con dediche a imperatori del III secolo, che menzionano lavori di rifacimento o manutenzione di tratti stradali
I più antichi, che ricordano un generale riattamento della strada all'epoca di Settimio Severo (anno 201), sono stati ritrovati a Gosta (presso Rasun di Sotto) e a Casteldarne; quest'ultimo non si trovava a margine della sede stradale ma reimpiegato in un muro, e in base alla distanza da Aguntum indicata sullo stesso si ritiene che fosse posizionato in origine a Vandoies.
Altri miliari tutti datati intorno alla metà del III secolo, sono stati individuati a San Candido, con dedica a Marco Filippo II, a Villabassa, con dedica a Decio, a Castel Badia, con dedica agli imperatori Macrino e Diadumeniano (anno 218), a Chienes, con dedica agli imperatori Marco Aurelio Caro e Marco Aurelio Carino (anno 283) e a Grazze, frazione di Dobbiaco, con dedica a Gordiano II
A questi si deve aggiungere un miliario con dedica a Caracalla (anno 213) rinvenuto a Rasun di Sotto nel Settecento e oggi scomparso, di cui esiste un disegno realizzato dal suo scopritore; il cippo è stato identificato da alcuni in un fregio incorporato nel muro della canonica della chiesa del paese. Oltre a questi sono stati individuati diversi cippi privi di iscrizione.:
Nel 2014 sono stati ritrovati a Vandoies due miliari, dedicati ad Alessandro Severo, in carica dal 222 al 235 e Marco Aurelio Probo, in carica dal 276 al 282, oltre ad altri due privi di iscrizione.

## Percorso
La strada romana da Aguntum raggiungeva Vipitenum (Vipiteno) passando per Littamum (San Candido), dove sorgeva una mansio. In territorio italiano la strada ricalca in gran parte il tracciato dell'attuale strada statale 49, correndo sulla sponda destra della valle fino all'altezza dell'attuale città di Brunico (che peraltro non esisteva ancora in epoca romana), quindi attraversava il fiume Rienza su un ponte ed entrava in Sebatum. Tornata sulla sponda destra, proseguiva fino a Chienes e Vandoies per poi collegarsi con la strada del Brennero fino a Vipiteno.